# Мишел дьо Гелдерод
Мишел дьо Гелдерод (на френски: Michel de Ghelderode), псевдоним на Адемар Адолф Луи Мартенс, е белгийски драматург и писател.
Той е от фламандски произход, но пише на френски език. Автор е на повече от 60 пиеси, стотина приказки, множество статии за изкуство и фолклор. Той е и автор на впечатляваща кореспонденция, включваща повече от 20 хиляди писма.

## Биография
Мишел дьо Гелдерод е роден през 1898 в Иксел, южно от центъра на Брюксел. Баща му е служител в Архивите на Кралството и от него придобива афинитет към историята и по-специално към Средновековието, Ренесанса и Инквизицията, които играят важна роля в работите му. По-късно той казва: „Аз наистина се чувствам съвременник на тези хора от Средновековието или Предренесанса. Аз знам как живеят и познавам всяко тяхно занятие. Познавам мозъка и сърцето им, както и техните жилища и техните дюкяни.“
Макар и от фламандски произход, Гелдерод получава образованието си на френски, както е обичайно за фламандската средна класа по онова време. Учи в Института „Сен Луи“, католически колеж в Брюксел. От 1919 до 1921 г. служи в армията, през 1924 г. сключва граждански брак с Жан-Франсоаз Жерар.
Първите пиеси на Гелдерод са написани на френски, но първоначално се играят във фламандски превод от Фламандския народен театър (Vlaamsche Volkstooneel). Постига първия си успех с Images de la vie de Saint François d'Assise (1927) и Barabbas (1928). Тези пиеси включват новаторски театрални техники и предлагат нетрадиционна интерпретация на религиозни сюжети, като привличат вниманието както на масовата, така и на елитарната публика. Макар и популярни в Белгия, пиесите на Гелдерод започват да се поставят във Франция едва след Втората световна война, когато той получава признание като един от пионерите на тоталния театър.
Мишел дьо Гелдерод умира през 1962 в Схарбек.